# Erasure 1995-96 EPK
Erasure 1995-96 EPK es un VHS promocional que editó Erasure. Este VHS contiene una entrevista, los tres cortes de difusión y una versión en vivo del álbum Erasure. EPK (Electronic Press Kit), como lo dice el nombre fue pensado como promoción para la prensa. 

## VHS
1. Erasure EPK - Entrevista
2. Stay With Me
3. Fingers & Thumbs (Cold Summer's Day)
4. Rock Me Gently
5. Sono Luminus - Live Acoustic (acústico en vivo)

## Créditos
Todos los temas por (Clarke/Bell)